# Wittgenstein (film)
A Wittgenstein egy 1993-as kísérleti dráma-vígjáték, amelynek társírója és rendezője Derek Jarman, producere pedig Tariq Ali. Az Egyesült Királyság és Japán nemzetközi koprodukciójában készült film laza alapon Ludwig Wittgenstein osztrák filozófus élettörténetén, valamint filozófiai gondolkodásán alapul. A felnőtt Wittgensteint Karl Johnson alakítja.

## Cselekmény
A film vázlatok sorozatában mutatja be Wittgenstein életét, gyermekkorától kezdve, az első világháború időszakán át, a cambridge-i professzorságáig, valamint Bertrand Russell és John Maynard Keynes társaságáig. A hangsúly az eszméinek kifejtésén van, és történet bemutatja Wittgenstein homoszexuálisát, szeszélyes, büszke és maximalista gondolkodását, valamint filozófikus jellemvonásait.

## Szereposztás
| Szerep                      | Színész        |
| --------------------------- | -------------- |
| Az ifjú Wittgenstein        | Clancy Chassay |
| A felnőtt Wittgenstein      | Karl Johnson   |
| Mr Green, marslakó          | Nabil Shaban   |
| Bertrand Russell            | Michael Gough  |
| Lady Ottoline Morrell       | Tilda Swinton  |
| John Maynard Keynes         | John Quentin   |
| Johnny                      | Kevin Collins  |
| Lydia Lopokova, Lady Keynes | Lynn Seymour   |

## Díjátadó
- Teddy Award - legjobb film, 1993[4]

## Fogadtatás
A Wittgenstein kritikai fogadtatása általában pozitív volt, a film a Rotten Tomatoes-on 6 kritika alapján 83%-os értékelést kapott.
A Wittgenstein nyitotta meg a Londoni Leszbikus és Meleg Filmfesztivált (BFI Flare: London LGBTIQ+ Film Festival), és az első 3 napban rekordot jelentő 7 210 fontot hozott a londoni ICA-ban (Kortárs Művészetek Intézete).

## Fordítás
- Ez a szócikk részben vagy egészben  a   Wittgenstein (film) című angol Wikipédia-szócikk fordításán alapul.  Az eredeti cikk szerkesztőit annak laptörténete sorolja fel. Ez a jelzés csupán a megfogalmazás eredetét és a szerzői jogokat jelzi, nem szolgál a cikkben szereplő információk forrásmegjelöléseként.